# MIR, LENIN, URSS

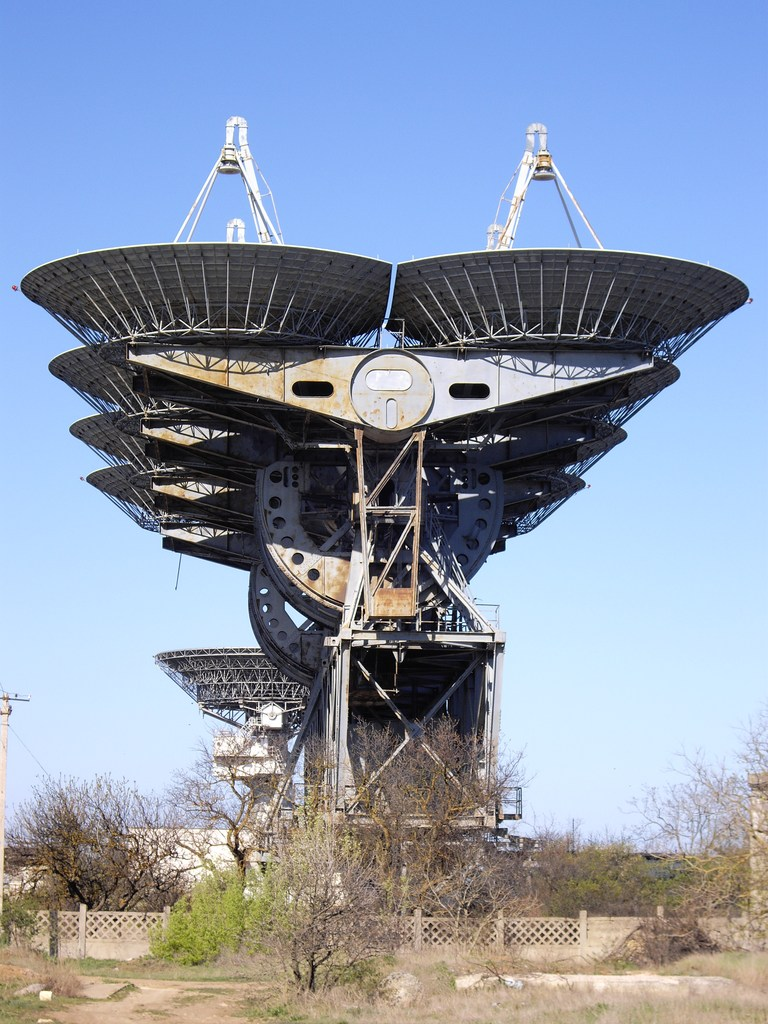
Primul radar planetar sovietic, construit în 1960, care a transmis mesajul în 1962. Este situat în orașul Crimeea Ievpatoria (Jevpatorija), Ucraina (pe atunci Republica Socialistă Sovietică Ucraineană).

Mesajul Morse MIR, LENIN, URSS a fost o serie de mesaje radio scurte în cod Morse care au fost transmise de la complexul Ievpatoria Planetary Radar (EPR) și direcționate către planeta Venus în 1962. 
Mesajul a constat din trei cuvinte, toate codificate în cod Morse: cuvântul „Mir” (în rusă “Мир”, „pace”, dar și „lume”) a fost transmis de EPR la 19 noiembrie 1962, iar cuvintele „Lenin” (în rusă “Ленин”) și „URSS” (în rusă “СССР”, abrevierea pentru Uniunea Sovietică - în rusă Сою́з Сове́тских Социалисти́ческих Респу́блик) au fost transmise la 24 noiembrie 1962. În rusă, mesajul Morse este denumit mesajul radio „MIR, LENIN, URSS”.
Mesajul a fost prima transmisie radio destinată civilizațiilor extraterestre din istoria omenirii. A fost folosit și pentru a testa stația radar (deși nu pentru măsurarea distanței până la Venus, deoarece EPR s-a bazat pe o tehnologie diferită, o formă de undă coerentă cu manipulare a frecvenței, pentru măsurătorile distanței). Semnalele s-au reflectat de pe suprafața lui Venus și au fost recepționate înapoi pe Pământ 4 minute, 32,7 secunde și 4 minute, 44,7 secunde mai târziu (pentru transmisia din 19 noiembrie și, respectiv, 24 noiembrie).
Semnalele sunt în prezent în tranzit către steaua HD 131336 din constelația Balanța. Până acum, a parcurs 60 din cei peste 800 de ani lumină care separă această stea de sistemul solar. Celebra stea Gliese 581, destinatara mesajelor interstelare moderne A Message From Earth și Hello From Earth, se află și ea în constelația Balanța.